# Headlong
«Headlong» (с англ. — «Стремглав») — песня британской рок-группы Queen, третий сингл с их четырнадцатого студийного альбома Innuendo. Написанная гитаристом группы Брайаном Мэем, песня планировалась к включению в его сольный альбом Back to the Light, но после прослушивания песни фронтменом группы Фредди Меркьюри последний предложил использовать песню для альбома Queen.
Песня была первым синглом, изданным для США 14 января 1991 года по контракту с лейблом Hollywood Records при том, что в Великобритании (где дебютным синглом с альбома был «Innuendo», в США выпущенный промосинглом для радиостанций) релиз сингла состоялся в мае. При выходе в Штатах песня вышла на третью строчку чарта Hot Mainstream Rock Tracks журнала Billboard.

## Обложка
Обложка для американского издания сингла была вдохновлена (как и у других синглов с Innuendo) работами французского художника-карикатуриста Жана Гранвиля.

## Участники записи
- Фредди Меркьюри — вокал, бэк-вокал
- Джон Дикон — бас-гитара
- Роджер Тейлор — ударные, бэк-вокал
- Брайан Мэй — гитара, клавишные, бэк-вокал, программирование

## Видеоклип
Это последний видеоклип группы, снятый в цветном варианте. Лицо Фредди Меркьюри почти не загримировано, поэтому видно, как изменилось его лицо и фигура под воздействием СПИДа. Меркьюри появляется то в жёлтом свитере с закатанными рукавами, то в классических брюках, тёмно-синей рубашке и галстуке.
Музыка имеет особенный ритм. Строчка «Nothin’ You can do about it» меняет свой ритм почти каждый раз: временами применяются синкопы, а иногда ударения падают на сильные доли. Также гитарный проигрыш за первым разом имеет характерный ритм: триоли. Настроение музыки в общем весёлое, темп быстрый, отражает главные строки песни «Rushing headlong». Клип снимался на протяжении нескольких месяцев: в сентябре, ноябре, декабре 1990 года и начале 1991 года.

## Чарты
| Чарт                      | Позиция | Неделя |
| ------------------------- | ------- | ------ |
| Канадский чарт синглов    | 25      | 11     |
| Голландский чарт синглов  | 43      | 8      |
| Ирландский чарт синглов   | 25      | 2      |
| Британский чарт синглов   | 14      | 4      |
| Американский чарт синглов | 3       |        |